# Liste der Kulturdenkmale in Rümelingen
In der Liste der Kulturdenkmale in Rümelingen sind alle Kulturdenkmale der luxemburgischen Gemeinde Rümelingen aufgeführt (Stand: 15. September 2022).
| Bild                                                             | Bezeichnung                                                      | Lage                                      | Beschreibung | Stufe | Eingetragen seit |
| ---------------------------------------------------------------- | ---------------------------------------------------------------- | ----------------------------------------- | --- | ----- | ---------------- |
| alte Kalköfen der ehemaligen Bergwerke Berens mit ihrem Standort | alte Kalköfen der ehemaligen Bergwerke Berens mit ihrem Standort | „Kierchbierg“ (Karte)                     | Die beiden industriellen Brennöfen wurden 1929 und 1950 errichtet. In ihnen wurde Kalk aus dem ehemaligen Bergwerk Berens gebrannt. Nach dem Konkurs der Betreiberfirma MBR im Jahr 1960 wurden die Öfen stillgelegt. Seitdem verfallen die Gebäude.                                                                                    | PCN   | 2. Dezember 1988 |
| ehemaliges Bergwerksgebäude von Le Gallais-Metz                  | ehemaliges Bergwerksgebäude von Le Gallais-Metz                  | rue de la Bruyère (Karte)                 | heute Teil des Nationalen Bergbaumuseums | PCN   | 9. Februar 1990  |
| Atelier und Häuser des Bildhauers Albert Hames                   | Atelier und Häuser des Bildhauers Albert Hames                   | 14, 16 und 16a, rue de la Bruyère (Karte) | | PCN   | 27. Mai 2011     |
| Wohnhaus mit Nebengebäuden und Garten                            | Wohnhaus mit Nebengebäuden und Garten                            | 64, rue des Martyrs (Karte)               | | PCN   | 5. Mai 2014      |
| Wohnhaus                                                         | Wohnhaus                                                         | 54, rue des Martyrs (Karte)               | | PCN   | 30. März 2018    |
| Weitere Bilder                                                   | Kirche St-Sébastien                                              | Grand-Rue (Karte)                         | Die katholische Kirche wurde 1894 bis 1896 nach den Plänen des Architekten Jean-Pierre Knepper im neoromanischen Stil als Basilika errichtet. An das Langhaus schließt sich ein quadratischer Turm mit vier Stockwerken und dem Hauptportal an, auf der anderen Seite schließt sich an das Querhaus ein Chor mit dreiseitiger Apsis an. | PCN   | 10. April 2020   |
| Linde und Umgebung „Ale Kiirfech“                                | Linde und Umgebung „Ale Kiirfech“                                | 2, rue d’Esch (Karte)                     | | IS    | 15. Februar 2006 |
| Wohnhaus                                                         | Wohnhaus                                                         | 10, rue de l’Eglise (Karte)               | | IS    | 5. August 2014   |
| Wohnhaus                                                         | Wohnhaus                                                         | 26, Grand-Rue (Karte)                     | | IS    | 17. Mai 2017     |

Legende: PCN – Immeubles et objets bénéficiant des effets de classement comme patrimoine culturel national; IS – Immeubles et objets inscrits à l’inventaire supplémentaire

## Quelle
- Liste des immeubles et objets beneficiant d’une protection nationales, Nationales Institut für das gebaute Erbe, Fassung vom 12. September 2022, S. 111 f. (PDF)

- Karte mit allen Koordinaten:
- OSM |
- WikiMap